# Salzburg Süd
Salzburg Süd (niem: Haltestelle Salzburg Süd) – przystanek kolejowy w Salzburgu, w kraju związkowym Salzburg, w Austrii, położony jest w dzielnicy Glasenbach. Znajduje się na ważnej magistrali kolejowej Salzburg-Tiroler-Bahn.

## Historia
Przystanek został ukończony i oddany do użytku w tym samym, w którym został zamknięty przystanek Hellbrunn-Glasenbach 28 maja 1978 r. Stara stacja znajdowała się około 150 metrów na południe od obecnego obiektu. Od 2003 przystanek jest obsługiwany przez pociągi linii S3 S-Bahn w Salzburgu.

## Linie kolejowe
- Linia Salzburg-Tiroler-Bahn